# ACS Inter Olt Slatina
Asociația Club Sportiv Inter Olt Slatina byl rumunský fotbalový klub sídlící v oltském městě Slatina. Založen byl v roce 2006 pod názvem CS Alro Slatina, zanikl v roce 2016.
Své domácí zápasy odehrával na stadionu 1. května s kapacitou 12 000 diváků.

## Historické názvy
Zdroj: 
- 2006 – fúze mezi Alprom Slatina a Oltul Slatina ⇒ vznik CS Alro Slatina (Club Sportiv Alro Slatina)
- 2012 – fúze s FC Olt Slatina ⇒ FC Olt Slatina (Fotbal Club Olt Slatina)
- 2015 – ACS Inter Olt Slatina (Asociația Club Sportiv Inter Olt Slatina)

## Umístění v jednotlivých sezonách
Zdroj: 
Legenda: Z - zápasy, V - výhry, R - remízy, P - porážky, VG - vstřelené góly, OG - obdržené góly, +/- - rozdíl skóre, B - body, červené podbarvení - sestup, zelené podbarvení - postup, světle fialové podbarvení - přesun do jiné soutěže
| Rumunsko (2006 – 2016) |                      |        |                                                             |                                                             |                                                             |                                                             |                                                             |                                                             |                                                             |                                                             |        |
| Sezóny                 | Liga                 | Úroveň | Z                                                           | V                                                           | R                                                           | P                                                           | VG                                                          | OG                                                          | +/-                                                         | B                                                           | Pozice |
| 2006/07                | Liga III - Seria IV  | 3      | 34                                                          | 20                                                          | 6                                                           | 8                                                           | 44                                                          | 18                                                          | +26                                                         | 66                                                          | 4.     |
| 2007/08                | Liga III - Seria IV  | 3      | 32                                                          | 13                                                          | 7                                                           | 12                                                          | 43                                                          | 36                                                          | +7                                                          | 46                                                          | 6.     |
| 2008/09                | Liga III - Seria IV  | 3      | 32                                                          | 13                                                          | 6                                                           | 13                                                          | 36                                                          | 41                                                          | -5                                                          | 45                                                          | 8.     |
| 2009/10                | Liga III - Seria IV  | 3      | 34                                                          | 23                                                          | 9                                                           | 2                                                           | 75                                                          | 27                                                          | +48                                                         | 78                                                          | 1.     |
| 2010/11                | Liga II - Seria II   | 2      | 28                                                          | 14                                                          | 6                                                           | 8                                                           | 46                                                          | 26                                                          | +20                                                         | 48                                                          | 5.     |
| 2011/12                | Liga II - Seria II   | 2      | 30                                                          | 14                                                          | 8                                                           | 8                                                           | 41                                                          | 22                                                          | +19                                                         | 50                                                          | 5.     |
| 2012/13                | Liga II - Seria II   | 2      | 24                                                          | 4                                                           | 10                                                          | 10                                                          | 27                                                          | 29                                                          | -2                                                          | 22                                                          | 11.    |
| 2013/14                | Liga II - Seria II   | 2      | 20                                                          | 4                                                           | 3                                                           | 13                                                          | 10                                                          | 25                                                          | -15                                                         | 15                                                          | 6.     |
| 2014/15                | Liga II - Seria II   | 2      | 20                                                          | 9                                                           | 7                                                           | 4                                                           | 28                                                          | 19                                                          | +9                                                          | 34                                                          | 3.     |
| 2015/16                | Liga III - Seria III | 3      | Klub se odhlásil v průběhu sezóny, výsledky byly anulovány. | Klub se odhlásil v průběhu sezóny, výsledky byly anulovány. | Klub se odhlásil v průběhu sezóny, výsledky byly anulovány. | Klub se odhlásil v průběhu sezóny, výsledky byly anulovány. | Klub se odhlásil v průběhu sezóny, výsledky byly anulovány. | Klub se odhlásil v průběhu sezóny, výsledky byly anulovány. | Klub se odhlásil v průběhu sezóny, výsledky byly anulovány. | Klub se odhlásil v průběhu sezóny, výsledky byly anulovány. | 12.    |